# پگاه‌رو

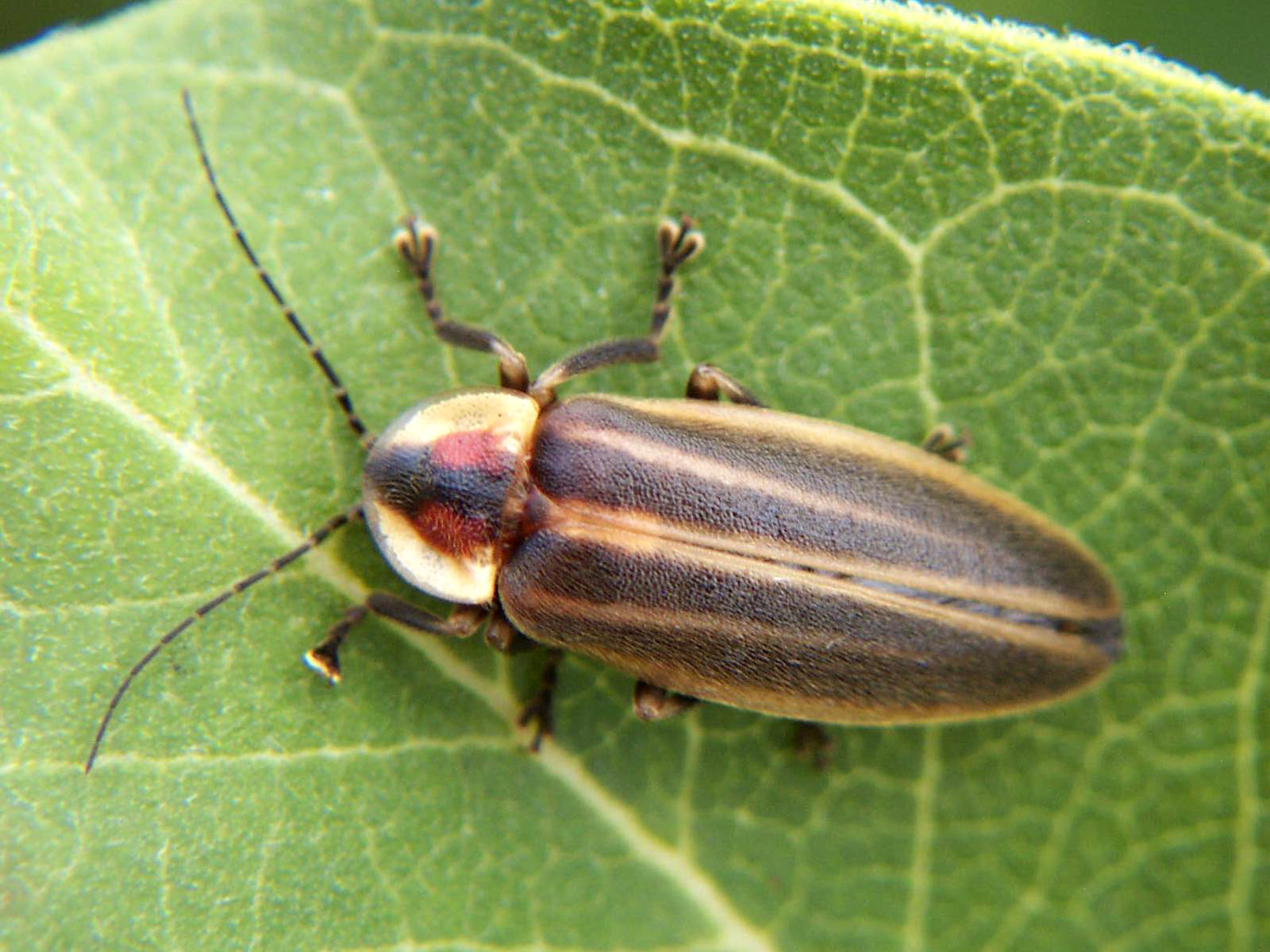
شب‌تاب بالغ که سوسکی پگاه‌رو است.

تاری‌کوشا  یا دوگاه‌زی (به انگلیسی: Crepuscular) در زیست‌شناسی اصطلاحاً به جانورانی گفته می‌شود که اصولاً در زمان پگاه و شفق صبح‌گاهی فعال هستند.
به همین شیوه به جانوران فعال در شب، شب‌گرد (شب‌زی) و فعالان در روز را روزگرد (روززی) می‌نامند.
جانوران دوگاه‌زی ممکن است در شب‌های صاف مهتابی هم فعال شوند.
جانوران دوگاه‌زی به نوبه خود به "پگاه‌زی" (matutinal) و "شامگاه‌زی" (vespertine) تقسیم می‌شوند که دستهٔ نخست در سپیده‌دم صبح و دستهٔ دوم در شامگاه فعال هستند.
الگوهای فعالیت جانداران گوناگون در پاسخ به زمان انتخابی جانوران شکارگر تعیین می‌شود. غذایابی برخی شکارگران در شب شدت می‌گیرد در حالی‌که برخی دیگر ظهرها و روزها غذایابی می‌کنند.